# Oates Bank
Die Oates Bank (englisch) ist eine submarine Bank in der Somow-See vor der Oates-Küste des ostantarktischen Viktorialands.
Die Benennung, seit September 1997 vom Advisory Committee on Undersea Features anerkannt, erfolge auf Vorschlag des US-amerikanischen Ozeanographen Steven C. Cande von der Scripps Institution of Oceanography. Benannt ist die Bank nach der gleichnamigen Küste. Deren Namensgeber ist der britische Polarforscher Lawrence Oates (1880–1912).